# Rattlar
Rattlar ist ein Ortsteil der Gemeinde Willingen (Upland) im nordhessischen Landkreis Waldeck-Frankenberg. Mit etwa 545 bis 738 m ü. NHN ist es einer der höchstgelegenen Erholungsorte im Upland.

## Geographische Lage
Rattlar liegt im Naturpark Diemelsee etwa 3 km nordöstlich des Willinger Kernorts und befindet sich zwischen dem Willinger Ortsteil Schwalefeld im Südwesten und dem zur Gemeinde Diemelsee gehörenden Ortsteil Ottlar im Nordosten. Umgeben ist es unter anderem von diesen Bergen: Schetenkopf (ca. 650 m) und Hegekopf (ca. 641 m) etwa im Norden, Dommel (738 m) im Nordosten, Hermannsberg (705,1 m) im Süden, Lüerberg (713 m) im Südwesten und Höhekopf (621,7 m) im Nordwesten. Durch das Dorf verläuft der südliche Dommelbach-Zufluss Wiedbach.

## Geschichte

### Ortsgeschichte
Der Frankenkaiser Karl der Große unterwarf zwischen 772 und 804 die Sachsen in heftigen kämpferischen Auseinandersetzungen und setzte ihre Zwangschristianisierung durch. Der Legende nach soll der heilige Sturmius, ein Schüler des Bonifatius, die Upländer am „Christenbörnchen“, einer kleinen Quelle an der Landstraße nach Rattlar, getauft haben. Noch heute wird Taufwasser aus dieser Quelle geholt.
Ab 1230 gehörte Rattlar zur Grafschaft Waldeck. 1529 wurde die Grafschaft Waldeck und damit auch Rattlar protestantisch reformiert (heute Evangelische Kirche von Kurhessen-Waldeck).
Ab etwa 1540 verbesserte sich die wirtschaftliche Lage des traditionell armen Uplands durch die dort entstehende Eisenindustrie etwas. Die dadurch ausgelösten Abholzung aller Wälder löste allerdings eine länger anhaltende Holzknappheit aus.
Der Dreißigjährige Krieg (1618–1648) und die im Sauerland wütenden Pestepidemien (1636–1638) trafen das Dorf und die ganze Umgebung hart. Davon erholten sich die Orte der Gegend nur langsam. Vom 17. bis in das 19. Jahrhundert waren im Upland Hungersnöte nicht ungewöhnlich und das Upland galt als Armenhaus Waldecks. Mit Einsetzen der Industrialisierung an Rhein und Ruhr zogen viele Menschen aus der Gegend daher ins Bergische Land, um Arbeit zu finden. Die Lage der Zurückgebliebenen verbesserte sich dagegen kaum. Erst ab etwa 1870 verbesserten sich die wirtschaftlichen Verhältnisse nachhaltig.
Bis Mitte des 19. Jahrhunderts gehörte Rattlar zum Kirchspiel und zum Freigericht Usseln.

### Hessische Gebietsreform (1970–1977)
Im Zuge der Gebietsreform in Hessen wurden die bis dahin selbständigen Gemeinden Rattlar und Schwalefeld zum 1. April 1972 auf freiwilliger Basis in die Gemeinde Willingen eingegliedert. Diese wurde wiederum kraft Landesgesetz am 1. Januar 1974 mit der Gemeinde Upland zur Großgemeinde Willingen (Upland) zusammengeschlossen. Sitz der Gemeindeverwaltung wurde Willingen. Für alle ehemals eigenständigen Gemeinden der neuen Gemeinde Willingen wurden Ortsbezirke mit Ortsbeirat und Ortsvorsteher nach der Hessischen Gemeindeordnung gebildet.

### Verwaltungsgeschichte im Überblick
Die folgende Liste zeigt die Staaten und Verwaltungseinheiten, in denen Rattlar lag:
- vor 1712: Heiliges Römisches Reich, Grafschaft Waldeck, Amt Eisenberg
- ab 1712: Heiliges Römisches Reich, Fürstentum Waldeck, Amt Eisenberg
- ab 1806: Fürstentum Waldeck, Amt Eisenberg
- ab 1815: Fürstentum Waldeck, Oberjustizamt des Eisenbergs
- ab 1850: Fürstentum Waldeck-Pyrmont (seit 1849), Kreis des Eisenbergs[Anm. 1]
- ab 1867: Fürstentum Waldeck-Pyrmont (Akzessionsvertrag mit Preußen), Kreis des Eisenbergs
- ab 1871: Deutsches Reich, Fürstentum Waldeck-Pyrmont, Kreis des Eisenbergs
- ab 1919: Deutsches Reich, Freistaat Waldeck-Pyrmont, Kreis des Eisenbergs
- ab 1929: Deutsches Reich, Freistaat Preußen, Provinz Hessen-Nassau, Regierungsbezirk Kassel, Kreis des Eisenbergs
- ab 1942: Deutsches Reich, Freistaat Preußen, Provinz Hessen-Nassau, Regierungsbezirk Kassel, Landkreis Waldeck
- ab 1944: Deutsches Reich, Freistaat Preußen, Provinz Kurhessen, Regierungsbezirk Kassel, Landkreis Waldeck
- ab 1945: Deutsches Reich, Amerikanische Besatzungszone, Groß-Hessen, Regierungsbezirk Kassel, Landkreis Waldeck
- ab 1946: Deutsches Reich, Amerikanische Besatzungszone, Hessen, Regierungsbezirk Kassel, Landkreis Waldeck
- ab 1949: Bundesrepublik Deutschland, Hessen, Regierungsbezirk Kassel, Landkreis Waldeck
- ab 1972: Bundesrepublik Deutschland, Hessen, Regierungsbezirk Kassel, Landkreis Waldeck, Gemeinde Willingen
- ab 1974: Bundesrepublik Deutschland, Hessen, Regierungsbezirk Kassel, Landkreis Waldeck-Frankenberg, Gemeinde Willingen

## Bevölkerung

### Einwohnerstruktur 2011
Nach den Erhebungen des Zensus 2011 lebten am Stichtag dem 9. Mai 2011 in Rattlar 315 Einwohner. Darunter waren 3 (1,0 %) Ausländer. Nach dem Lebensalter waren 60 Einwohner unter 18 Jahren, 129 zwischen 18 und 49, 57 zwischen 50 und 64 und 72 Einwohner waren älter. Die Einwohner lebten in 132 Haushalten. Davon waren 33 Singlehaushalte, 22 Paare ohne Kinder und 51 Paare mit Kindern, sowie 12 Alleinerziehende und keine Wohngemeinschaften. In 27 Haushalten lebten ausschließlich Senioren und in 75 Haushaltungen leben keine Senioren.

### Einwohnerentwicklung
Quelle: Historisches Ortslexikon
- 1541: 4 Häuser
- 1620: 17 Häuser
- 1650: 6 Häuser
- 1738: 22 Häuser
- 1770: 24 Häuser, 146 Einwohner

| Rattlar: Einwohnerzahlen von 1770 bis 2019 | Rattlar: Einwohnerzahlen von 1770 bis 2019 | Rattlar: Einwohnerzahlen von 1770 bis 2019 | Rattlar: Einwohnerzahlen von 1770 bis 2019 | Rattlar: Einwohnerzahlen von 1770 bis 2019 |
| --- | ------------------------------------------ | ------------------------------------------ | ------------------------------------------ | ------------------------------------------ |
| Jahr |                                            |                                            |                                            | Einwohner                                  |
| 1770 | 1770                                       |                                            | 146                                        | 146                                        |
| 1800 | 1800                                       |                                            | ?                                          | ?                                          |
| 1834 | 1834                                       |                                            | 299                                        | 299                                        |
| 1840 | 1840                                       |                                            | 315                                        | 315                                        |
| 1846 | 1846                                       |                                            | 315                                        | 315                                        |
| 1852 | 1852                                       |                                            | 328                                        | 328                                        |
| 1858 | 1858                                       |                                            | 367                                        | 367                                        |
| 1864 | 1864                                       |                                            | 385                                        | 385                                        |
| 1871 | 1871                                       |                                            | 320                                        | 320                                        |
| 1875 | 1875                                       |                                            | 333                                        | 333                                        |
| 1885 | 1885                                       |                                            | 342                                        | 342                                        |
| 1895 | 1895                                       |                                            | 336                                        | 336                                        |
| 1905 | 1905                                       |                                            | 312                                        | 312                                        |
| 1910 | 1910                                       |                                            | 339                                        | 339                                        |
| 1925 | 1925                                       |                                            | 378                                        | 378                                        |
| 1939 | 1939                                       |                                            | 385                                        | 385                                        |
| 1946 | 1946                                       |                                            | 483                                        | 483                                        |
| 1950 | 1950                                       |                                            | 457                                        | 457                                        |
| 1956 | 1956                                       |                                            | 377                                        | 377                                        |
| 1961 | 1961                                       |                                            | 370                                        | 370                                        |
| 1967 | 1967                                       |                                            | 383                                        | 383                                        |
| 1980 | 1980                                       |                                            | ?                                          | ?                                          |
| 1990 | 1990                                       |                                            | ?                                          | ?                                          |
| 2000 | 2000                                       |                                            | ?                                          | ?                                          |
| 2011 | 2011                                       |                                            | 315                                        | 315                                        |
| 2015 | 2015                                       |                                            | 289                                        | 289                                        |
| 2019 | 2019                                       |                                            | 287                                        | 287                                        |
| Datenquelle: Historisches Gemeindeverzeichnis für Hessen: Die Bevölkerung der Gemeinden 1834 bis 1967. Wiesbaden: Hessisches Statistisches Landesamt, 1968. Weitere Quellen: LAGIS; Gemeinde Willingen (Upland); Zensus 2011 |                                            |                                            |                                            |                                            |

## Religion

### Historische Religionszugehörigkeit
| • 1885: | 336 evangelische (= 100 %) Einwohner                             |
| • 1961: | 362 evangelische (= 97,84 %), 5 katholische (= 1,35 %) Einwohner |

### Kirche
Eine Kirche oder Kapelle soll im Mittelalter bestanden, aber schon vor 1593 nicht mehr vorhanden gewesen sein, ohne dass es hierfür Belege gibt. Die Einwohner Rattlars besuchten den evangelischen Gottesdienst in der Kirche zu Usseln, wie u. a. für 1792–1794 anhand eines Streites über ihre dortigen Kirchenstände belegt ist (HStAM, Best 123, Nr. 1982). Im Winter 1932/33 wurde seitens der evangelischen Kirchengemeinde ein Kirchbauverein zur Errichtung einer eigenen Kirche gegründet. Das Hochbauamt Arolsen lieferte 1939 einen Entwurf zu Baukosten von 22.000 Reichsmark, doch die Bauarbeiten unterblieben aufgrund des Krieges. Erst 1952 wurde ein erneuter Anlauf genommen. Ein erster Entwurf fand keine Zustimmung, da er keinen Turm vorsah; der daraufhin geänderte zweite Entwurf wurde angenommen. Im Herbst 1953 wurde mit dem Bau begonnen, an dem viele ortsansässige und ortsnahe Firmen beteiligt waren. Am 3. November 1954 wurde der erste Gottesdienst in der neuen Kirche gefeiert.

## Persönlichkeiten
- Wilhelm Schwaner (1863–1944),  Volksschullehrer, Journalist, Publizist und Verleger, wirkte und starb in Rattlar
- Wilhelm Saure (1899–1951), Jurist und hessischer Landtagsabgeordneter, geboren in Rattlar